# ندای وظیفه: جنگاوری نوین ۳ – دعوت به جنگ
ندای وظیفه: جنگاوری نوین ۳ – دعوت به جنگ (انگلیسی: Call of Duty: Modern Warfare 3 – Defiance) یک بازی ویدئویی در سبک تیراندازی اول شخص است که توسط اکتیویژن و در سال ۲۰۱۱ و در پلت‌فرم نینتندو دی‌اس منتشر شده‌است.